# Sihugo Green
Sihugo Green, detto Si (New York, 20 agosto 1933 – Pittsburgh, 4 ottobre 1980), è stato un cestista statunitense, professionista nella NBA.

## Carriera
Venne selezionato dai Rochester Royals al primo giro del Draft NBA 1956 (1ª scelta assoluta).

## Palmarès
- Campione NIT (1955)
- NCAA AP All-America First Team (1956)
- NCAA AP All-America Second Team (1955)
- Campionato NBA: 1

Boston Celtics: 1966